# Panathinaikos FC en competiciones de la UEFA

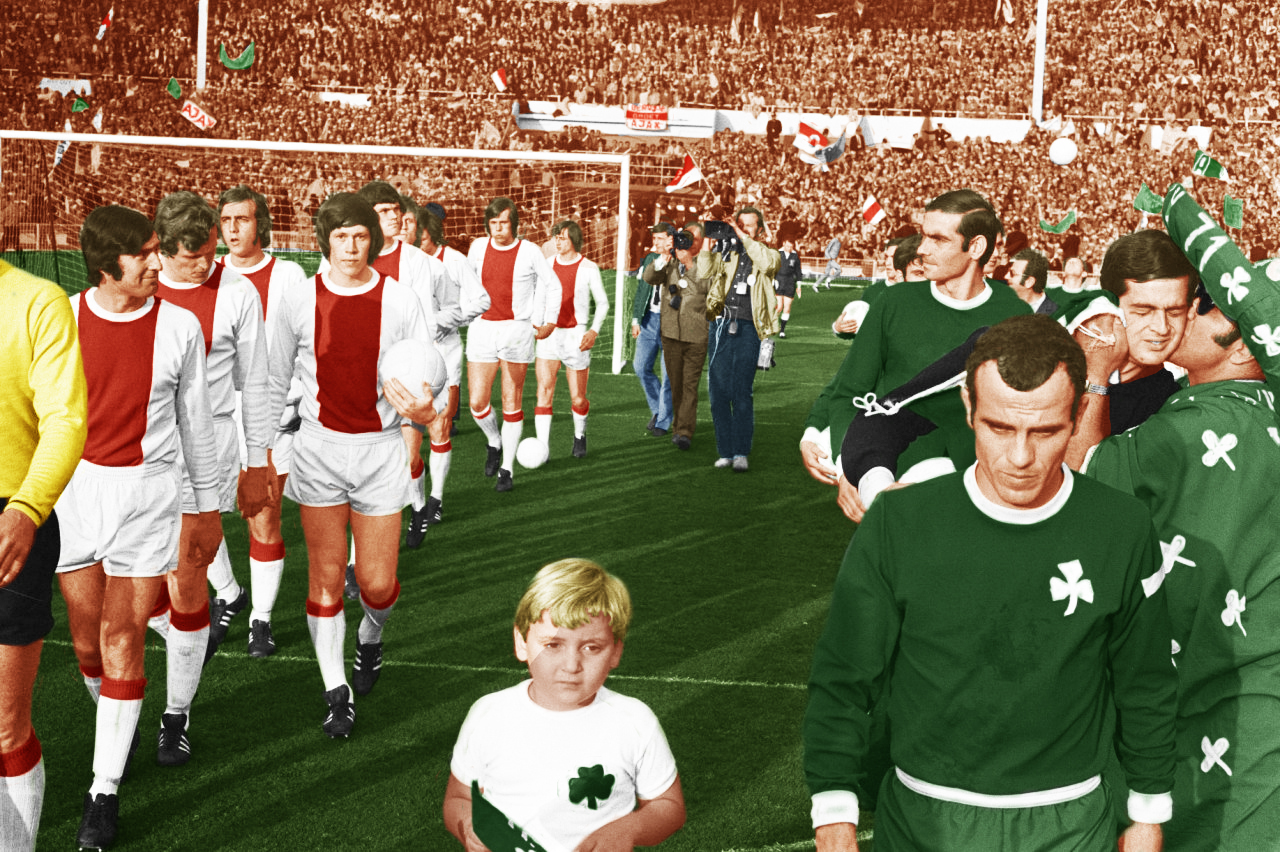
Panathinaikos en la final de la Copa de Campeones de Europa 1970-71 ante el Ajax.

El Panathinaikos Fútbol Club es junto al Olympiacos el equipo de fútbol de Grecia con más participaciones en torneos continentales organizados por la UEFA, donde su primera participación se dio en la Copa de Europa 1960-61 en la que fueron eliminados en la primera ronda por el FC Hradec Králové de Checoslovaquia.
El éxito más importante del Panathinaikos fue su participación en la final de la Copa de Europa 1970-71, la cual perdieron ante el Ajax Ámsterdam de los Países Bajos.

## Participaciones
| Temporada | Torneo                             | Ronda             | Club                   | Casa       | Visita      |
| --------- | ---------------------------------- | ----------------- | ---------------------- | ---------- | ----------- |
| 1960–61   | Copa de Europa                     | 1                 | Hradec Králové         | 0–0        | 0–1         |
|           |                                    |                   |                        |            |             |
| 1961–62   | Copa de Europa                     | Preliminar        | Juventus               | 1–1        | 1–2         |
|           |                                    |                   |                        |            |             |
| 1962–63   | Copa de Europa                     | Preliminar        | Polonia Bytom          | 1–4        | 1–2         |
|           |                                    |                   |                        |            |             |
| 1964–65   | Copa de Europa                     | Preliminar        | Glentoran              | 3–2        | 2–2         |
| 1964–65   | Copa de Europa                     | 1                 | Köln                   | 1–1        | 1–2         |
| 1964–65   | Copa de Europa                     |                   |                        |            |             |
| 1965–66   | Copa de Europa                     | Preliminar        | Sliema Wanderers       | 4–1        | 0–1         |
| 1965–66   | Copa de Europa                     | 1                 | Ferencvárosi           | 1–3        | 0–0         |
| 1965–66   | Copa de Europa                     |                   |                        |            |             |
| 1967–68   | Recopa de Europa                   | 1                 | Bayern Múnich          | 1–2        | 0–5         |
|           |                                    |                   |                        |            |             |
| 1968–69   | Copa de Ferias                     | 1                 | Daring                 | 2–0        | 1–2         |
| 1968–69   | Copa de Ferias                     | 2                 | Athletic Club          | 0–0        | 0–1         |
|           |                                    |                   |                        |            |             |
| 1969–70   | Copa de Europa                     | 1                 | Vorwärts Berlin        | 1–1        | 0–2         |
|           |                                    |                   |                        |            |             |
| 1970–71   | Copa de Europa                     | 1                 | Jeunesse Esch          | 5–0        | 2–1         |
| 1970–71   | Copa de Europa                     | 2                 | Slovan Bratislava      | 3–0        | 1–2         |
| 1970–71   | Copa de Europa                     | Cuartos de final  | Everton                | 0–0 (v.)   | 1–1         |
| 1970–71   | Copa de Europa                     | Semifinales       | Red Star               | 3–0 (v.)   | 1–4         |
| 1970–71   | Copa de Europa                     | Subcampeón        | Ajax Ámsterdam         | 0–2        | 0–2         |
|           |                                    |                   |                        |            |             |
| 1972–73   | Copa de Europa                     | 1                 | CSKA Sofia             | 0–2        | 1–2         |
|           |                                    |                   |                        |            |             |
| 1973–74   | Copa de la UEFA                    | 1                 | OFK Beograd            | 1–2        | 1–0 (v.)    |
|           |                                    |                   |                        |            |             |
| 1974–75   | Copa de la UEFA                    | 1                 | Grasshoppers           | 2–1        | 0–2         |
|           |                                    |                   |                        |            |             |
| 1975–76   | Recopa de Europa                   | 1                 | Zwickau                | 0–0        | 0–2         |
|           |                                    |                   |                        |            |             |
| 1977–78   | Copa de Europa                     | 1                 | Floriana               | 4–0        | 1–1         |
| 1977–78   | Copa de Europa                     | 2                 | Brujas                 | 1–0        | 0–2         |
|           |                                    |                   |                        |            |             |
| 1978–79   | Copa de la UEFA                    | 1                 | Argeş Piteşti          | 1–2        | 0–3         |
|           |                                    |                   |                        |            |             |
| 1980–81   | Copa de la UEFA                    | 1                 | Juventus               | 4–2        | 0–4         |
|           |                                    |                   |                        |            |             |
| 1981–82   | Copa de la UEFA                    | 1                 | Arsenal                | 0–2        | 0–1         |
|           |                                    |                   |                        |            |             |
| 1982–83   | Recopa de Europa                   | 1                 | Austria Viena          | 2–1        | 0–2         |
|           |                                    |                   |                        |            |             |
| 1984–85   | Copa de Europa                     | 1                 | Feyenoord Róterdam     | 2–1        | 0–0         |
| 1984–85   | Copa de Europa                     | 2                 | Linfield               | 2–1        | 3–3         |
| 1984–85   | Copa de Europa                     | Cuartos de final  | IFK Göteborg           | 2–2        | 1–0         |
| 1984–85   | Copa de Europa                     | Semifinales       | Liverpool              | 0–1        | 0–4         |
|           |                                    |                   |                        |            |             |
| 1985–86   | Copa de la UEFA                    | 1                 | Torino                 | 1–1        | 1–2         |
|           |                                    |                   |                        |            |             |
| 1986–87   | Copa de Europa                     | 1                 | Red Star               | 2–1        | 0–3         |
|           |                                    |                   |                        |            |             |
| 1987–88   | Copa de la UEFA                    | 1                 | Auxerre                | 2–0        | 2–3         |
| 1987–88   | Copa de la UEFA                    | 2                 | Juventus               | 1–0        | 2–3         |
| 1987–88   | Copa de la UEFA                    | 3                 | Budapest Honvéd        | 5–1        | 2–5         |
| 1987–88   | Copa de la UEFA                    | Cuartos de final  | Brujas                 | 2–2        | 0–1         |
|           |                                    |                   |                        |            |             |
| 1988–89   | Recopa de Europa                   | 1                 | Omonia                 | 2–0        | 1–0         |
| 1988–89   | Recopa de Europa                   | 2                 | CFKA Sredets Sofia     | 0–1        | 0–2         |
|           |                                    |                   |                        |            |             |
| 1989–90   | Recopa de Europa                   | 1                 | Swansea City           | 3–2        | 3–3         |
| 1989–90   | Recopa de Europa                   | 2                 | Dinamo Bucarest        | 0–2        | 1–6         |
|           |                                    |                   |                        |            |             |
| 1990–91   | Copa de Europa                     | 1                 | Lech Poznań            | 1–2        | 0–3         |
|           |                                    |                   |                        |            |             |
| 1991–92   | Copa de Europa                     | 1                 | Fram Reykjavik         | 0–0 (v.)   | 2–2         |
| 1991–92   | Copa de Europa                     | 2                 | IFK Göteborg           | 2–0        | 2–2         |
| 1991–92   | Copa de Europa                     | Grupo A           | Anderlecht             | 0–0        | 0–0         |
| 1991–92   | Copa de Europa                     | Grupo A           | Sampdoria              | 0–0        | 1–1         |
| 1991–92   | Copa de Europa                     | Grupo A           | Red Star               | 0–2        | 0–1         |
|           |                                    |                   |                        |            |             |
| 1992–93   | Copa de la UEFA                    | 1                 | Electroputere Craiova  | 4–0        | 6–0         |
| 1992–93   | Copa de la UEFA                    | 2                 | Juventus               | 0–1        | 0–0         |
|           |                                    |                   |                        |            |             |
| 1993–94   | Recopa de Europa                   | 1                 | Shelbourne             | 3–0        | 2–1         |
| 1993–94   | Recopa de Europa                   | 2                 | Bayer Leverkusen       | 1–4        | 2–1         |
|           |                                    |                   |                        |            |             |
| 1994–95   | Recopa de Europa                   | 1                 | Pirin Blagoevgrad      | 6–1        | 2–0         |
| 1994–95   | Recopa de Europa                   | 2                 | Brujas                 | 0–0        | 0–1         |
|           |                                    |                   |                        |            |             |
| 1995-96   | Liga de Campeones                  | Clasificatoria    | Hajduk Split           | 0–0        | 1–1 (v.)    |
| 1995-96   | Liga de Campeones                  | Grupo A           | Aalborg                | 2–0        | 1–2         |
| 1995-96   | Liga de Campeones                  | Grupo A           | Nantes                 | 3–1        | 0–0         |
| 1995-96   | Liga de Campeones                  | Grupo A           | Porto                  | 0–0        | 1–0         |
| 1995-96   | Liga de Campeones                  | Cuartos de final  | Legia Warszawa         | 3–0        | 0–0         |
| 1995-96   | Liga de Campeones                  | Semifinales       | Ajax Ámsterdam         | 0–3        | 1–0         |
|           |                                    |                   |                        |            |             |
| 1996-97   | Liga de Campeones                  | Clasificatoria    | Rosenborg              | 1–0        | 0–3 (pró.)  |
| 1996-97   | Copa de la UEFA                    | 1                 | Legia Warszawa         | 4–2        | 0–2 (v.)    |
|           |                                    |                   |                        |            |             |
| 1998-99   | Liga de Campeones                  | 2ª Clasificatoria | Steaua de Bucarest     | 6–3        | 2–2         |
| 1998-99   | Liga de Campeones                  | Grupo E           | Dinamo de Kiev         | 2–1        | 1–2         |
| 1998-99   | Liga de Campeones                  | Grupo E           | Arsenal                | 1–3        | 1–2         |
| 1998-99   | Liga de Campeones                  | Grupo E           | Racing Lens            | 1–0        | 0–1         |
|           |                                    |                   |                        |            |             |
| 1999–2000 | Copa de la UEFA                    | 1                 | Nova Gorica            | 2–0        | 1–0         |
| 1999–2000 | Copa de la UEFA                    | 2                 | Grazer                 | 1–0 (v.)   | 1–2         |
| 1999–2000 | Copa de la UEFA                    | 3                 | Deportivo de La Coruña | 1–1        | 2–4         |
|           |                                    |                   |                        |            |             |
| 2000–01   | Liga de Campeones                  | 3ª Clasificatoria | Polonia Warszawa       | 2–1        | 2–2         |
| 2000–01   | Liga de Campeones                  | Grupo E           | Deportivo de La Coruña | 1–1        | 0–1         |
| 2000–01   | Liga de Campeones                  | Grupo E           | Juventus               | 3–1        | 1–2         |
| 2000–01   | Liga de Campeones                  | Grupo E           | Hamburgo               | 0–0        | 1–0         |
| 2000–01   | Liga de Campeones                  | Grupo A           | Manchester United      | 1–1        | 1–3         |
| 2000–01   | Liga de Campeones                  | Grupo A           | Valencia               | 0–0        | 1–2         |
| 2000–01   | Liga de Campeones                  | Grupo A           | Sturm Graz             | 1–2        | 0–2         |
|           |                                    |                   |                        |            |             |
| 2001–02   | Liga de Campeones                  | 3ª Clasificatoria | Slavia Praga           | 1–0        | 2–1         |
| 2001–02   | Liga de Campeones                  | Grupo C           | Schalke 04             | 2–0        | 2–0         |
| 2001–02   | Liga de Campeones                  | Grupo C           | Mallorca               | 2–0        | 0–1         |
| 2001–02   | Liga de Campeones                  | Grupo C           | Arsenal                | 1–0        | 1–2         |
| 2001–02   | Liga de Campeones                  | Grupo C           | Porto                  | 0–0        | 1–2         |
| 2001–02   | Liga de Campeones                  | Grupo C           | Real Madrid            | 2–2        | 0–3         |
| 2001–02   | Liga de Campeones                  | Grupo C           | Sparta Praga           | 2–1        | 2–0         |
| 2001–02   | Liga de Campeones                  | Cuartos de final  | Barcelona              | 1–0        | 1–3         |
|           |                                    |                   |                        |            |             |
| 2002–03   | Copa de la UEFA                    | 1                 | Litex Lovech           | 2–1 (pró.) | 1–0         |
| 2002–03   | Copa de la UEFA                    | 2                 | Fenerbahçe             | 4–1        | 1–1         |
| 2002–03   | Copa de la UEFA                    | 3                 | Slovan Liberec         | 1–0        | 2–2         |
| 2002–03   | Copa de la UEFA                    | 1/16              | Anderlecht             | 3–0        | 0–2         |
| 2002–03   | Copa de la UEFA                    | Cuartos de final  | Porto                  | 0–2 (pró.) | 1–0         |
|           |                                    |                   |                        |            |             |
| 2003–04   | Liga de Campeones                  | Grupo E           | Manchester United      | 0–1        | 0–5         |
| 2003–04   | Liga de Campeones                  | Grupo E           | Rangers                | 1–1        | 3–1         |
| 2003–04   | Liga de Campeones                  | Grupo E           | VfB Stuttgart          | 1–3        | 0–2         |
| 2003–04   | Copa de la UEFA                    | 3                 | Auxerre                | 0–1        | 0–0         |
|           |                                    |                   |                        |            |             |
| 2004–05   | Liga de Campeones                  | Grupo E           | Rosenborg              | 2–1        | 2–2         |
| 2004–05   | Liga de Campeones                  | Grupo E           | PSV Eindhoven          | 4–1        | 0–1         |
| 2004–05   | Liga de Campeones                  | Grupo E           | Arsenal                | 2–2        | 1–1         |
| 2004–05   | Copa de la UEFA                    | 1/32              | Sevilla                | 1–0        | 0–2         |
|           |                                    |                   |                        |            |             |
| 2005–06   | Liga de Campeones                  | 3ª Clasificatoria | Wisła Cracovia         | 4–1 (pró.) | 1–3         |
| 2005–06   | Liga de Campeones                  | Grupo C           | Udinese                | 1–2        | 0–3         |
| 2005–06   | Liga de Campeones                  | Grupo C           | Werder Bremen          | 2–1        | 1–5         |
| 2005–06   | Liga de Campeones                  | Grupo C           | Barcelona              | 0–0        | 0–5         |
|           |                                    |                   |                        |            |             |
| 2006–07   | Copa de la UEFA                    | 1                 | Metalurh Zaporizhya    | 1–1        | 1–0         |
| 2006–07   | Copa de la UEFA                    | Grupo G           | Hapoel Tel Aviv        | 2–0        |             |
| 2006–07   | Copa de la UEFA                    | Grupo G           | Mladá Boleslav         |            | 1–0         |
| 2006–07   | Copa de la UEFA                    | Grupo G           | Rapid Bucarest         | 0–0        |             |
| 2006–07   | Copa de la UEFA                    | Grupo G           | París Saint-Germain    |            | 0–4         |
| 2006–07   | Copa de la UEFA                    | 1/32              | Racing Lens            | 0–0        | 1–3         |
|           |                                    |                   |                        |            |             |
| 2007–08   | Copa de la UEFA                    | 1                 | Artmedia Bratislava    | 3–0        | 2–1         |
| 2007–08   | Copa de la UEFA                    | Grupo B           | Aberdeen               | 3–0        |             |
| 2007–08   | Copa de la UEFA                    | Grupo B           | Copenhague             |            | 1–0         |
| 2007–08   | Copa de la UEFA                    | Grupo B           | Lokomotiv Moscú        | 2–0        |             |
| 2007–08   | Copa de la UEFA                    | Grupo B           | Atlético de Madrid     |            | 1–2         |
| 2007–08   | Copa de la UEFA                    | 1/32              | Rangers                | 1–1 (v.)   | 0–0         |
|           |                                    |                   |                        |            |             |
| 2008-09   | Liga de Campeones                  | 2ª Clasificatoria | Dinamo Tbilisi         | 3–0        | 0–0         |
| 2008-09   | Liga de Campeones                  | 3ª Clasificatoria | Sparta Praga           | 1–0        | 2–1         |
| 2008-09   | Liga de Campeones                  | Grupo B           | Internazionale         | 0–2        | 1–0         |
| 2008-09   | Liga de Campeones                  | Grupo B           | Anorthosis Famagusta   | 1–0        | 1–3         |
| 2008-09   | Liga de Campeones                  | Grupo B           | Werder Bremen          | 2–2        | 3–0         |
| 2008-09   | Liga de Campeones                  | 1/16              | Villarreal             | 1–2        | 1–1         |
|           |                                    |                   |                        |            |             |
| 2009–10   | Liga de Campeones                  | 3ª Clasificatoria | Sparta Praga           | 3–0        | 1–3         |
| 2009–10   | Liga de Campeones                  | Play-Off          | Atlético de Madrid     | 2–3        | 0–2         |
| 2009–10   | Liga Europea                       | Grupo F           | Galatasaray            | 1–3        | 0–1         |
| 2009–10   | Liga Europea                       | Grupo F           | Dinamo Bucarest        | 3–0        | 1–0         |
| 2009–10   | Liga Europea                       | Grupo F           | Sturm Graz             | 1–0        | 1–0         |
| 2009–10   | Liga Europea                       | 1/32              | Roma                   | 3–2        | 3–2         |
| 2009–10   | Liga Europea                       | 1/16              | Standard Lieja         | 1–3        | 0–1         |
|           |                                    |                   |                        |            |             |
| 2010–11   | Liga de Campeones                  | Grupo D           | Barcelona              | 0–3        | 1–5         |
| 2010–11   | Liga de Campeones                  | Grupo D           | Copenhague             | 0–2        | 1–3         |
| 2010–11   | Liga de Campeones                  | Grupo D           | Rubín Kazán            | 0–0        | 0–0         |
|           |                                    |                   |                        |            |             |
| 2011–12   | Liga de Campeones                  | 3ª Clasificatoria | Odense                 | 3–4        | 1–1         |
| 2011–12   | Liga Europea                       | Play-Off          | Maccabi Tel Aviv       | 2–1        | 0–3         |
|           |                                    |                   |                        |            |             |
| 2012–13   | Liga de Campeones                  | 3ª Clasificatoria | Motherwell             | 3–0        | 2–0         |
| 2012–13   | Liga de Campeones                  | Play-Off          | Málaga                 | 0–0        | 0–2         |
| 2012–13   | Liga Europea                       | Grupo J           | Lazio                  | 1–1        | 0–3         |
| 2012–13   | Liga Europea                       | Grupo J           | Maribor                | 1–0        | 0–3         |
| 2012–13   | Liga Europea                       | Grupo J           | Tottenham Hotspur      | 1–1        | 1–3         |
|           |                                    |                   |                        |            |             |
| 2014–15   | Liga de Campeones                  | 3ª Clasificatoria | Standard Lieja         | 1–2        | 0–0         |
| 2014–15   | Liga Europea                       | Play-Off          | Midtjylland            | 4–1        | 2–1         |
| 2014–15   | Liga Europea                       | Grupo E           | Dinamo Moscú           | 1–2        | 1–2         |
| 2014–15   | Liga Europea                       | Grupo E           | Estoril Praia          | 1–1        | 0–2         |
| 2014–15   | Liga Europea                       | Grupo E           | PSV Eindhoven          | 2–3        | 1–1         |
|           |                                    |                   |                        |            |             |
| 2015–16   | Liga de Campeones                  | 3ª Clasificatoria | Brujas                 | 2–1        | 0–3         |
| 2015–16   | Liga Europea                       | Play-Off          | Qäbälä                 | 2–2 (v.)   | 0–0         |
|           |                                    |                   |                        |            |             |
| 2016–17   | Liga Europea                       | 3ª Clasificatoria | AIK Solna              | 1–0        | 2–0         |
| 2016–17   | Liga Europea                       | Play-Off          | Brøndby                | 3–0        | 1–1         |
| 2016–17   | Liga Europea                       | Grupo G           | Ajax Ámsterdam         | 1–2        | 0–2         |
| 2016–17   | Liga Europea                       | Grupo G           | Standard Lieja         | 0–3        | 2–2         |
| 2016–17   | Liga Europea                       | Grupo G           | Celta de Vigo          | 0–2        | 0–2         |
|           |                                    |                   |                        |            |             |
| 2017–18   | Liga Europea                       | 3ª Clasificatoria | Qäbälä                 | 1–0        | 2–1         |
| 2017–18   | Liga Europea                       | Play-Off          | Athletic Club          | 2–3        | 0–1         |
|           |                                    |                   |                        |            |             |
| 2022-23   | Liga Europa Conferencia de la UEFA | 3ª Clasificatoria | Slavia Praga           | 1-1        | 0-2         |
|           |                                    |                   |                        |            |             |
| 2023-24   | Liga de Campeones                  | 2ª Clasificatoria | Dnipro-1               | 2-2        | 3-1         |
| 2023-24   | Liga de Campeones                  | 3ª Clasificatoria | Olympique Marseille    | 1-0        | 1-2 (5-3)   |
| 2023-24   | Liga de Campeones                  | Paly-off          | Sporting Braga         | 0-1        | 1-2         |
| 2023-24   | Liga Europea                       | Grupo F           | Villarreal             | 2-0        | 2-3         |
| 2023-24   | Liga Europea                       | Grupo F           | Maccabi Haifa          | 1-2        | 0-0         |
| 2023-24   | Liga Europea                       | Grupo F           | Stade Rennais          | 1-2        | 1-3         |
|           |                                    |                   |                        |            |             |
| 2024-25   | Liga Europea                       | 2ª Clasificatoria | Botev Plovdiv          | 2-1        | 4-0         |
| 2024-25   | Liga Europea                       | 3ª Clasificatoria | Ajax                   | 0-1        | 1-0 (12-13) |
| 2024-25   | Liga Europa Conferencia de la UEFA | Play-off          | Racing Lens            | 2-0        | 1-2         |
| 2024-25   | Liga Europa Conferencia de la UEFA | Fase Liga         | Borac Banja Luka       |            | 1-1         |
| 2024-25   | Liga Europa Conferencia de la UEFA | Fase Liga         | Chelsea                | 1-4        |             |
| 2024-25   | Liga Europa Conferencia de la UEFA | Fase Liga         | Djurgardens            |            | 1-2         |
| 2024-25   | Liga Europa Conferencia de la UEFA | Fase Liga         | HJK Helsinki           |            |             |
| 2024-25   | Liga Europa Conferencia de la UEFA | Fase Liga         | The New Saints         |            |             |
| 2024-25   | Liga Europa Conferencia de la UEFA | Fase Liga         | Dinamo Minsk           |            |             |